# Абеи д'Олн (бира)
„Абеи́ д'Олн“ (на френски: Abbaye d'Aulne) е марка белгийска абатска бира, произведена и бутилирана в пивоварната „Brasserie de Brunehaut“ в Тюен, провинция Ено, Югозападна Белгия. „Абеи д'Олн“ e една от белгийските марки бира, които имат правото да носят логото „Призната белгийска абатска бира“ (Erkend Belgisch Abdijbier), обозначаващо спазването на стандартите на „Съюза на белгийските пивовари“ (Unie van de Belgische Brouwers).

## История
Историята на бирата е свързана с историческото бенедиктинско и цистерцианско абатство Олн в селището Гозе, днес част от гр.Тюен, окръг Тюен, провинция Ено, Югоизточна Белгия. Абатството е основано през 657 г. от свети Ланделин. Първоначално манастира е част от бенедиктинския орден. През 1147 г., по искане на лиежкия епископ, абатството е предадено на Цистерцианския орден. През 1794 г., по време на Френската революция, абатството е подложено на разрушение. Манастирската библиотека, съдържаща около 40000 тома и около 5000 ръкописа, е унищожена напълно.
През Средновековието в абатството се варят два вида бира: една за абата и неговите гости и друга по-слаба, предназначена за по-бедните гости на манастира. Абатството има собствени мелница и пивоварна. През февруари 1752 г. пожар унищожава пивоварна и запасите от зърно, като са причинени щети в размер на 12 000 флорина на Ено. През 1796 г. пивоварната възобновява своята дейност, на поради намаляване броя на монасите през следващите десетилетия, пивоварството е спряно напълно още преди 1850 г. 
Настоящата абатска бира „Абеи д'Олн“ се вари от 2000 г. от пивоварната „Brasserie du Val de Sambre“ в близост до руините на абатството. Тя има правото да носи логото „Призната белгийска абатска бира“ (Erkend Belgisch Abdijbier) от 2005 г.

## Марки бира
Търговският асортимент на пивоварната, включва шест бири с марката „Abbaye d'Aulne“:
- Abbaye d'Aulne Ambrée Val de Sambre – кехлибарена бира с алкохолно съдържание 6,4 %.
- Abbaye d'Aulne Blonde des Pères – блонд бира с алкохолно съдържание 6,3 %.
- Abbaye d'Aulne Brune des Pères, кафява бира с алкохолно съдържание 6,5 %.
- Abbaye d'Aulne Super Noël – тъмна коледна бира с алкохолно съдържание 9 %.
- Abbaye d'Aulne Triple Blonde, светла бира с алкохолно съдържание 9 %
- Abbaye d'Aulne Triple Brune, тъмнокафява бира с алкохолно съдържание 8%